# Nociazzi
Nociazzi is een plaats (frazione) in de Italiaanse gemeente Castellana Sicula.